# Popular Monster (canción)
«Popular Monster» es una canción de la banda estadounidense de rock Falling in Reverse. Fue lanzado el 20 de noviembre de 2019. La canción tiene más de 100 millones de reproducciones en Spotify. La canción llegó a ocupar el puesto número 4 en la lista Billboard Hot Rock. Además alcanzó el número 1 en la lista Mainstream Rock Songs. Fue una de las canciones más escuchadas en las radios de rock de los Estados Unidos en el año 2020.

## Promoción y lanzamiento
La canción fue lanzada en noviembre de 2019 y es el cuarto sencillo que se lanzará sin pertenecer a un álbum desde el lanzamiento de su cuarto álbum de estudio Coming Home. En 2020 la canción fue incluida en un DLC del videojuego Rock Band 4. El 23 de octubre de 2020, el dúo sueco de DJs Galantis y el DJ estadounidense Nghtmre lanzaron una versión remix de la canción. A fines de 2020, ocupó el puesto número uno en Octane Sirius XM como la canción de rock más reproducida en la radio de los Estados Unidos.

## Composición y letra
La canción fue compuesta y escrita por Ronnie Radke, Cody Quistad y Tyler Smyth, la canción habla sobre Ronnie explorando sus demonios para finalmente convertirse en un hombre lobo. Ronnie Radke dice acerca de la canción: 

"Popular Monster" es la voz dentro de mi cabeza, esperando que la escuches. Es la historia de un héroe que ha sido falsamente acusado y destruido por la sociedad. Muestra lo que sucede cuando te empujan. demasiado duro. Te conviertes exactamente en lo que dicen que eres exactamente lo que quieren que seas, un monstruo".

 Radke dijo que para escribir la letra se inspiró en la película Joker.
"Popular Monster" habla sobre la depresión y las acusaciones de Ronnie Radke durante toda su vida. El vocalista es alguien a quien la gente "ama y odia" y se siente presionado por esto. En toda su vida como músico.

## Vídeo musical
El vídeo musical de la canción fue dirigido por Jensen Noen. El video musical que muestra a Radke explorando sus demonios y eventualmente transformándose en un hombre lobo. En febrero de 2021, el video musical de la canción tuvo más de 50 millones de visitas en YouTube.

## Desempeño comercial
La canción alcanzó el puesto 4 en la lista Billboard Hot Rock & Alternative Songs, # 1 en Mainstream Rock Songs y 15 en Rock Airplay. En Billboard Canada Rock la canción alcanzó su punto máximo en el 38 y UK Rock & Metal Singles alcanzó su punto máximo en el 17. 
En junio de 2020, Billboard lanzó dos nuevas listas de rock, Popular Monster debutó en el n.° 1 en Hot Hard Rock Songs y en el n.° 11 en Hot Alternative Songs. En tan solo un año la canción obtuvo la certificación de disco de oro por la RIAA.

## Apariciones
- Esta canción fue incluida como canción descargable del videojuego de Rock Band 4.[5]
- Esta canción es usada como tema de entrada del luchador británico Zak Zodiac, hermano de la pareja de Ronnie Radke y luchadora de All Elite Wrestling, Saraya (conocida como Paige en WWE).

## Posicionamiento en listas
| Listas (2019-2020)                            | Mejor posición |
| --------------------------------------------- | -------------- |
| Canadá (Canada Rock)                          | 38             |
| Estados Unidos (Hot Rock & Alternative Songs) | 4              |
| Estados Unidos (Mainstream Rock)              | 1              |
| Estados Unidos (Rock & Alternative Airplay)   | 15             |
| Hungría (Single Top 40)                       | 33             |
| Reino Unido (UK Rock & Metal Singles)         | 17             |

| Listas (2020)                                 | Mejor posición |
| --------------------------------------------- | -------------- |
| Estados Unidos (Hot Rock & Alternative Songs) | 19             |
| Estados Unidos (Mainstream Rock Airplay)      | 10             |

## Certificaciones
| País           | Organismo certificador | Certificación | Ventas certificadas | Ref.   |
| -------------- | ---------------------- | ------------- | ------------------- | ------ |
| Australia      | ARIA                   | 3× Platino    | 210 000             | [ 21 ] |
| Estados Unidos | RIAA                   | 3× Platino    | 2 000               | [ 22 ] |
| Reino Unido    | BPI                    | Plata         | 200 000             | [ 23 ] |